# Lũ lụt Hàn Quốc 2023
Mưa lớn trên Bán đảo Triều Tiên mùa hè năm 2023 (Tiếng Hàn: 2023년 여름 한반도 집중호우) là đợt mưa xối xả trên Bán đảo Triều Tiên kéo dài từ tháng 6 năm 2023 đến nay. Mưa lớn bắt đầu từ đầu tháng 6 đã tăng cường sau khi Cục Khí tượng Hàn Quốc thông báo vào ngày 25 tháng 6 rằng mùa mưa đầu tiên sẽ bắt đầu ở đảo Jeju.
Gunsan, Jeollabuk-do, đã ghi nhận lượng mưa 429,4 mm trong một ngày vào ngày 14 tháng 7, phá vỡ kỷ lục lượng mưa trong 24 giờ kể từ khi quan sát khí tượng vào năm 1968. Tính đến ngày 20 tháng 7, do trận mưa lớn xảy ra trong tháng 7, đã xảy ra nhiều thiệt hại khác nhau như ngập hầm chui Gungpyeong 2, khiến ít nhất 46 người chết và 4 người mất tích, 17.810 người thuộc 11.544 hộ gia đình ở 15 tỉnh, thành phải tạm thời sơ tán, gây ra nhiều thiệt hại về người và của.

## Nguyên nhân
Ở Bán đảo Triều Tiên, mùa mưa phát triển vào đầu mùa hè hàng năm. Frông mùa mưa là một trong những frông tù đọng và được hình thành do sự xen kẽ của áp cao lục địa tương đối khô và lạnh ở lục địa châu Á và áp cao tương đối ấm và ẩm ở khu vực Bắc Thái Bình Dương. Mùa mưa bắt đầu ở Nhật Bản và đảo Jeju, nằm ở phía nam bán đảo Triều Tiên và dần dần di chuyển về phía bắc, tạo thành một phần của hệ thống khí hậu gió mùa Đông Á ảnh hưởng đến thời tiết ở Hàn Quốc, Nhật Bản và Trung Quốc.
Frông mùa mưa được hình thành dưới ảnh hưởng của nhiều khối không khí khác nhau, chẳng hạn như khối không khí lục địa Siberi, khối không khí biển Okhotsk, áp cao Bắc Thái Bình Dương và khối không khí sông Dương Tử Nhìn chung, áp cao Bắc Thái Bình Dương tiếp tục phát triển mạnh từ đầu mùa hè đẩy áp cao lục địa dịch chuyển lên phía Bắc, front mùa mưa dịch chuyển lên phía Bắc rồi biến mất, sau đó bắt đầu một đợt nắng nóng toàn diện. Tuy nhiên, sự di chuyển của mặt trận mùa mưa ngày càng trở nên khó dự đoán do biến đổi khí hậu gần đây . Năm 2010, áp cao Bắc Thái Bình Dương phát triển chưa đủ nên front mùa mưa không dịch chuyển hẳn lên phía Bắc nên bị ứ đọng thời gian dài ở khu vực phía Nam và có động lượng yếu Năm 2022, mùa mưa biến mất mà không thể hiện rõ sức mạnh, nhưng đến giữa tháng 8, những cơn mưa lớn xuất hiện cùng với sự phát triển nhanh chóng của mặt trận tắc nghẽn.
Mùa mưa năm 2023 bắt đầu ở Nhật Bản vào đầu tháng 6 và cả ở Bán đảo Triều Tiên vào đầu tháng 7. Trong những ngày đầu, trời kèm theo mưa xen kẽ và các đợt nắng nóng, nhưng mô hình đã thay đổi khi một mặt trận tắc nghẽn hẹp và mạnh xảy ra vào ngày 13 tháng 7. Sự thay đổi kiểu mùa mưa là do áp cao lục địa phát triển mạnh hơn bình thường, có cường độ gần như tương đương với áp cao Bắc Thái Bình Dương. Khi kích thước của hai khối không khí vẫn tương tự nhau, mặt trận gió mùa bắt đầu mưa lớn trong một khu vực nhỏ, cho thấy sự tắc nghẽn.
Nguyên nhân mưa lớn xảy ra trong thời gian ngắn trên bán đảo Triều Tiên trong năm 2023 được cho là do sự va chạm mạnh của không khí ẩm từ rìa khối khí bắc Thái Bình Dương với không khí khô bốc lên từ bên dưới sau áp thấp từ phía bắc bán đảo Triều Tiên tràn xuống, tạo nên một vành đai mây mưa. Ngoài ra, có phân tích cho rằng hơi nước tạo ra lượng mưa lớn và mạnh như vậy được tạo ra khi nhiệt độ bề mặt nước biển tăng bất thường do biến đổi khí hậu
Ngày 17/7, Cục Khí tượng Hàn Quốc phân tích nguyên nhân chính gây ra mưa lớn không phải do áp suất thấp hay sự bất ổn của khí quyển mà do mưa tích tụ trong các đám mây mưa dọc theo các mặt trận tắc nghẽn. Trong khi lượng mưa lớn đổ xuống một khu vực rộng, lượng mưa rơi mỗi giờ ở một khu vực cụ thể lại tương đối nhỏ.
Ngoài ra, trong quá trình mưa lớn kéo dài, một loại 'lối thoát' được tạo ra, qua đó một lượng hơi nước khổng lồ bay lên bầu trời bán đảo Triều Tiên nên có thể mưa không ngớt . Các luồng khí quyển thường bắt đầu ở vùng nhiệt đới rơi xuống dưới dạng mưa lớn khi gặp đất liền, nhưng ở Hàn Quốc, chúng phát triển dọc theo rìa phía bắc của áp suất cao Bắc Thái Bình Dương vào mùa hè và tiếp tục gửi không khí ấm, rất ẩm từ phía nam lên phía bắc. Sông khí quyển cũng được chỉ ra là nguyên nhân gây ra những trận mưa lớn trên Bán đảo Triều Tiên xảy ra vào năm 2020 và 2022, và người ta đánh giá rằng sức mạnh của sông khí quyển trở nên mạnh hơn khi lượng hơi nước mà sông khí quyển có thể chứa tăng lên do biến đổi khí hậu.

## Diễn biến

### Tháng 6

#### 15 ngày trước
Vào ngày 6 tháng 6, Cục Khí tượng Hàn Quốc thông báo rằng có 80% khả năng lượng mưa vào mùa hè năm 2023 sẽ tương đương hoặc nhiều hơn lượng mưa vào năm 2022, khi mưa lớn xảy ra và El Niño ở vùng nhiệt đới được cho là nguyên nhân dẫn đến lượng mưa dự đoán tăng lên. Vào lúc 11:40 ngày 8 tháng 6, một khuyến cáo về mưa lớn lần đầu tiên được đưa ra ở Gapyeong và Namyangju, tỉnh Gyeonggi, mưa rất lớn với lượng hơn 30 mm/giờ chủ yếu rơi ở khu vực tây bắc và đông bắc của Seoul và bắc Gyeonggi. Từ đêm ngày 8 tháng 6 đến sáng sớm ngày 9 tháng 6, mưa lớn đổ xuống khu vực trung tâm và Yeongseo, tỉnh Gangwon, sau đó giảm dần.
Vào ngày 10, mưa lớn và mưa đá đã đổ xuống phía bắc Gyeonggi và phía bắc Gangwon, bao gồm cả Pocheon-si, và một cảnh báo mưa lớn đã được đưa ra Tại Pocheon, Gyeonggi-do, mưa xối xả 60 mm một giờ đã đổ xuống theo cảnh báo mưa lớn, và nhiều thiệt hại do mưa lớn xảy ra ở phía bắc Gyeonggi-do. Gió mạnh cũng thổi ở một số khu vực, và trong trường hợp của Chupungnyeong, tốc độ gió tối đa là 22,6m/giây.
Vào ngày 10, ở Yangyang-gun, nơi có cảnh báo mưa lớn, sáu du khách đã bị sét đánh tại Bãi biển Seorak ở Ganghyeon-myeon và bị thương nhẹ hoặc trung bình. Theo những người chứng kiến, sét đánh bất ngờ khiến mọi người bất tỉnh và bắt đầu trôi xuống biển, người dân tại hiện trường cho biết họ đã cứu được những người bị thương bị cuốn trôi trước khi đội cứu hộ đến, và một trong sáu người bị sét đánh đã được chuyển từ bệnh viện và qua đời vào ngày hôm sau, sáng ngày 11. Tai nạn sét đánh này được ghi nhận là tai nạn lớn nhất ở Hàn Quốc kể từ năm 2009 khi có dữ liệu.
Vào ngày 11, mưa lớn cục bộ kèm theo gió giật đã đổ xuống phía bắc Chungcheongbuk-do và nhận được khoảng 10 báo cáo rằng cây cối bên đường bị đổ hoặc biển báo bị đổ. Người ta tin rằng trận mưa đá rơi xuống khu vực Chungju vào ngày 11 là do sự hình thành của các đám mây mưa do điều kiện khí quyển không ổn định tiếp tục diễn ra từ chiều ngày 10, ngày hôm trước, dẫn đến mưa đá bất ngờ. Tại Gyeonggi và một phần của Gangwon, mưa đá dày đặc đã trút xuống cùng với mưa bất chợt. Tốc độ gió tối đa tức thời đo được là 17,1 m một giờ ở Chungju, 16,7 m ở Jincheon Gwanghyewon (Trung tâm vệ tinh) · Eumseong Geumwang, và 13,7 m ở Eumseong.
Ngày 12, mưa lớn cục bộ kèm theo mưa đá và sét chủ yếu xảy ra ở Gyeongbuk và Daegu, trong đó có mưa lớn 60 mm/giờ ở Goryeong. Mưa lớn từ 4:00 chiều ngày 12 đã được dỡ bỏ lúc 10:30 tối ngày 12, nhưng mưa rào vẫn tiếp tục cho đến sáng sớm (03:00) ngày 13, tập trung ở Gyeongsan, Cheongdo, Pohang và Gyeongju ở phía nam Gyeongbuk.
Vào ngày 14, do mưa lớn cục bộ và sự bất ổn của khí quyển, những hạt mưa đá có đường kính khoảng 0,5 cm đã rơi xuống khu vực xung quanh Geumho-eup, Bukan-myeon và Nambu-dong, Yeongcheon-si, Gyeongsangbuk-do vào khoảng 4-5 giờ chiều. Đợt mưa lớn vào đầu và giữa tháng 6 tạm thời ngừng lại do đợt nắng nóng bắt đầu từ ngày 16.

#### 25 tháng 6
Thời tiết chấm dứt sau giữa tháng 6 và tiếp tục có các đợt nắng nóng, lần đầu tiên xuất hiện vào lúc 2 giờ sáng ngày 25 tháng 6 ở các vùng núi của đảo Jeju và mưa lớn bắt đầu vào cuối tháng 6. Lúc 5 giờ sáng, mưa lớn lan rộng khắp đảo Jeju, lượng mưa dự kiến vào thời điểm đó được dự báo là 100 đến 200 mm trong 24 giờ. Mưa lớn mở rộng dần từ khu vực phía nam, đến 9 giờ, toàn bộ đảo Jeju được thay thế bằng cảnh báo mưa lớn từ cảnh báo mưa lớn. Lúc 1 giờ chiều, khuyến cáo mưa lớn được ban hành cho Wando, Geomundo và Chodo ở Jeollanam-do, Lúc 3:00, khuyến cáo mưa lớn được mở rộng đến Goheung-gun, Boseong-gun, Yeosu-si, Jangheung-gun, Gangjin-gun, Haenam-gun, Sinan-gun, Jindo, Heuksando và Hongdo ở Jeollanam-do. Lúc 5 giờ, Tongyeong-si và một khuyến cáo về mưa lớn cũng đã được ban hành cho Namhae-gun. Lúc 11:00, nó được mở rộng đến Gurye-gun, Gwangyang-si, Suncheon-si, và Hadong-gun, Gyeongsangnam-do.
Vào ngày hôm nay, ngày 25, khu vực Jeolla, khu vực Gyeongnam và đảo Jeju có mưa như trút nước do ảnh hưởng của mặt trận tắc nghẽn hướng bắc và áp thấp phát triển trên mặt trận tắc nghẽn, gió thổi rất mạnh với tốc độ gió tức thời từ 70 km/h (20 m/s) trở lên (hơn 90 km/h (25 m/s) ở vùng núi) cho đến ngày mốt (27) ở đảo Jeju, nơi đã đưa ra cảnh báo gió mạnh. Ngoài ra, lượng mưa trong 24 giờ vào ngày 25 được ghi nhận là 202,5 mm ở Jeju Samgakbong và 200,0 mm ở Trung tâm bão Seogwipo. Vào ngày 25, một số chuyến bay tại Sân bay Jegu bị hoãn do gió, và hầu hết các con đường mòn đến Hallasan đều bị cấm.

#### 26 tháng 6
Từ nửa đêm ngày 26, các khuyến cáo về mưa lớn đã được ban hành cho Yeongam-gun, Muan-gun, Hampyeong-gun, Yeonggwang-gun, Mokpo-si ở Jeollanam-do và Geoje-si ở Gyeongsangnam-do. Vào lúc 3 giờ sáng, vùng mưa lớn cũng mở rộng đến Jeollabuk-do và Chungcheongnam-do, đồng thời khuyến cáo mưa lớn được ban hành cho Gochang-gun, Buan-gun, Gunsan-si, Gimje-si, Iksan-si, Jeongeup-si của Jeollabuk-do và Buyeo-gun, Cheongyang-gun, Taean-gun, Dangjin-si, Seosan-si, Boryeong-si, Seocheon-gun, và Hongseong-gun của Chungcheongnam-do. Lúc 4:00 khuyến cáo về mưa lớn đã được ban hành trên toàn Naju-si, Jeollanam-do, Hwasun-gun và Gwangju. Trận mưa xối xả này trở nên mạnh hơn, và vào lúc 4:20, cảnh báo mưa lớn ban hành ở Naju-si đã được thay thế bằng cảnh báo mưa lớn. Vào lúc 4:50, khuyến cáo về mưa lớn đã được ban hành cho Damyang-gun và Gokseong-gun ở Jeollanam-do và Namwon-si, Jeollabuk-do. Trong khi đó, khi lưu vực sông di chuyển vào đất liền, cảnh báo mưa lớn đã được dỡ bỏ đối với Taean, Seosan, Boryeong, Seocheon, Hongseong, Jeollanam-do, Wando, Yeongam, Muan, Hampyeong, Yeonggwang, Mokpo, Sinan (không bao gồm Heuksan-myeon), Jindo, Heuksando, Hongdo, Gochang, Buan và Gunsan ở Jeollabuk-do lúc 5 giờ. Lúc 6:00, cảnh báo mưa lớn một lần nữa được dỡ bỏ đối với Naju, Jeollanam-do, Buyeo, Cheongyang, Dangjin, Jeollanam-do Damyang, Goheung, Yeosu, Jangheung, Gangjin), Jeollabuk-do Gimje, Iksan, Jeongeup, Gyeongsangnam-do Tongyeong, Geoje, Namhae và Gwangju. Lúc 7:10, cảnh báo mưa lớn được dỡ bỏ đối với Gokseong, Hwasun, Boseong, Suncheon, Jeollanam-do và Namwon, Jeollabuk-do. Lúc 7:30, cảnh báo mưa lớn đã được dỡ bỏ cho tất cả các khu vực.
Mưa đã tạnh một lúc và bắt đầu mạnh trở lại lúc 12:40 chiều khi các khuyến cáo về mưa lớn được ban hành ở Gurye, Jeollanam-do và Namwon, Jeollabuk-do. Lúc 13 giờ 55, mưa lớn kéo dài vào nội địa và khuyến cáo mưa lớn được ban hành ở Sangju-si và Mungyeong-si, Gyeongsangbuk-do. Lúc 2 giờ chiều, khuyến cáo về mưa lớn đã được dỡ bỏ đối với Gurye và Namwon. Vào lúc 3:15, một khuyến cáo mưa lớn đã được đưa ra cho Yecheon-gun, Yeongju-si, Bonghwa Pyeongji, và Dongsan, Gyeongbuk-do, ở Gyeongsangbuk-do. Vào lúc 4:15, một cảnh báo mưa lớn đã được đưa ra ở Eumseong-gun, Chungcheongbuk-do. Lúc 4:30, khuyến cáo mưa lớn cũng được ban hành cho Goesan-gun, Chungju-si, Jecheon-si, Jincheon-gun và Jeungpyeong-gun, Chungcheongbuk-do. Sau 40 phút ở, Eumseong-gun,, Sau 50 phút, cảnh báo mưa lớn đã được thay thế bằng cảnh báo mưa lớn ở Chungju, Chungcheongbuk-do và Bonghwa Plains ở Gyeongsangbuk-do. Lúc 5:10, một khuyến cáo mưa lớn đã được mở rộng đến Yeongwol, Pyeongchang Pyeongji và Wonju-si ở Gangwon-do. Lúc 6 giờ, cảnh báo mưa lớn một lần nữa được mở rộng đến các khu vực miền núi của đảo Jeju và, đến Đồng bằng Jeongseon lúc 6:15 lúc 6:40 đến Jecheon-si, lúc 7 giờ, cảnh báo mưa lớn được thay thế bằng cảnh báo mưa lớn ở Wonju-si, Gangwon-do.
Từ 21h, mưa giảm dần, các khu vực từng được cảnh báo mưa to chuyển thành khuyến cáo mưa to. Tuy nhiên, bản thân khu vực mưa lớn đã được mở rộng, và lúc 9:15, Jangsu-gun, Jeollabuk-do, và, lúc 9:30, cảnh báo mưa lớn được đưa ra ở Gokseong và Hwasun, Jeollanam-do. Lúc 10 giờ, cảnh báo mưa lớn được đưa ra ở Namwon, Jeollabuk-do, và cảnh báo mưa lớn ở Jangsu-gun được thay thế bằng cảnh báo mưa lớn.,10:15, Muju, Jeollabuk-do,10:40, Gapyeong-gun, Gyeonggi-do Lúc 10:50, một khuyến cáo mưa lớn được ban hành cho Gangwon-do, Gangwon-do, Sancheong-gun, Hamyang-gun, Geochang-gun và Hapcheon-gun. Lúc 11:50, cảnh báo mưa lớn cho Quận Gapyeong đã được dỡ bỏ.
Vào ngày 26, mưa nhẹ khoảng 5 mm mỗi giờ đã rơi ở Seoul và khu vực thủ đô, nhưng đến chiều, Seoul đã tạm thời kiểm soát bốn con sông, bao gồm Cheonggyecheon, Seongbukcheon và Jeongneungcheon, vì lo ngại nước tràn. Ngoài ra, không có thiệt hại nào do mưa lớn được thống kê chính thức, nhưng các vụ tai nạn xe cộ đã được báo cáo ở nhiều nơi, chẳng hạn như một chiếc ô tô bị trượt trong mưa trên Đường cao tốc Dangjin–Yeongdeok gần Yesan, Chungcheongnam-do lúc 4:30 chiều . Cục Lâm nghiệp Hàn Quốc đã ban hành một cảnh báo khủng hoảng sạt lở đất ở Jeollanam-do, Chungcheongnam-do và Gyeongsangnam-do. Sau đó, cảnh báo khủng hoảng đã được nâng lên từ quan tâm đến thận trọng từ 7:00 tối, nói rằng dự kiến sẽ có mưa lớn cho đến ngày mai ở Gwangju, Gangwon-do, Chungcheongbuk-do và Gyeongsangbuk-do. Một cảnh báo bão đã được đưa ra ở vùng cực nam của Biển Tây, và 52 tuyến đường và 82 tàu khách ở khu vực Jeonnam, 13 tuyến đường và 17 tàu khách, bao gồm các tàu khách từ Mokpo đến và đi từ Hongdo, đã được kiểm soát. Tổng cộng có 8 trường hợp thiệt hại do mưa lớn được báo cáo chỉ riêng ở Gyeongsangbuk-do do mưa lớn tập trung ở Gyeongsang-do.
Khoảng 9 giờ tối, một khu chung cư ở Sang-dong, Jeongeup-si bị mất điện do mưa và sét, và nó đã được khôi phục sau khoảng hai giờ. Bốn bãi đậu xe ngầm, bao gồm Noam-dong, Namwon, bị ngập và đất nông nghiệp xung quanh Jangsu-gun bị ngập. Ngã ba Gaejeong-Anyang cũng bị ngập do mưa lớn, nhưng giao thông đã được nối lại vào ngày hôm sau.

#### 27 tháng 6
Cơn mưa bắt đầu trút nước từ đêm ngày 26 lan rộng khi cảnh báo mưa lớn được mở rộng đến vùng đồng bằng Inje ở Gangwon-do và Goryeong-gun, Gyeongsangbuk-do lúc 0:40 ngày 27, Lúc 0:50, cảnh báo mưa lớn được mở rộng đến Andong-si và Uiseong-gun, Gyeongsangbuk-do, Mây mưa di chuyển về phía tây và ngày bắt đầu mở dần, và lúc 1:10, Jincheon, Eumseong, và Jeungpyeong, Chungcheongbuk-do, Lúc 2:00, Gangwon-do Wonju, Injepyeongji, và phía bắc Gangwon-do. Lúc 3:00, Goesan, Chungju, Jecheon và Jeolla, Chungcheongbuk-do Các khuyến cáo về mưa lớn lần lượt được dỡ bỏ đối với Gokseong và Hwasun ở tỉnh phía Nam, và lúc 4 giờ ở Yeongwol, Đồng bằng Pyeongchang và Đồng bằng Jeongseon tỉnh Gangwon  Lúc 5 giờ, cảnh báo mưa lớn đã được dỡ bỏ cho tất cả các khu vực của Hàn Quốc. Từ ngày 25 đến rạng sáng ngày 27, có nơi mưa trên 360mm ở đảo Jeju, 30-180mm ở Gangwon-do, Chungcheong và khu vực phía nam, 30-100mm ở khu vực thủ đô. Cụ thể, đảo Jeju ghi nhận 372,0 mm đỉnh tam giác, 271,5 mm bức tường phía nam của núi Hallasan và 266,5 mm cánh đồng đỗ quyên, và 184,6 mm ở Jangsu, Jeollabuk-do.
Cây đổ và chặn đường ở Chang-ri, Nam-myeon, Yanggu-gun, ngập đường ở Gwangjeon-ri, Hanbando-myeon, Yeongwol-gun và đá lăn xuống ở Dodon-ri, Pyeongchang-eup, Pyeongchang-gun. Chỉ riêng ở Gangwon-do đã xảy ra tổng cộng 13 trường hợp thiệt hại do mưa lớn nhưng không có thương vong.
Từ 9h cùng ngày, cảnh báo mưa lớn được đưa ra ở vùng núi đảo Jeju, mây mưa bắt đầu bốc lên trở lại từ phía nam. Từ 4 giờ chiều, một khuyến cáo mưa lớn được ban hành cho Gangjin, Haenam, và Wando ở Jeollanam-do, lúc 5:30, một khuyến cáo mưa lớn được ban hành cho Goheung và Yeosu, Jeollanam-do, lúc 6:30 ở Namhae, Gyeongsangnam-do. Vào lúc 8:00, một khuyến cáo về mưa lớn được đưa ra cho Tongyeong và Geoje, Gyeongsangnam-do, và front mùa mưa di chuyển về phía bắc từ Biển Nam. Lúc 8:30, cảnh báo mưa lớn một lần nữa được đưa ra cho Damyang, Jangseong, Hampyeong, Yeonggwang ở Jeollanam-do và Gwangju. Lúc 8:50, một khuyến cáo mưa lớn cho Namhae, Gyeongsangnam-do đã được thay thế bằng một cảnh báo, lúc 9:00, một khuyến cáo mưa lớn đã được đưa ra cho Naju, Gokseong, Gurye, Hwasun, Muan, Jeollabuk-do Gochang, Sunchang, và Namwon, Jeollanam-do. Sau đó, lúc 9:10, cảnh báo mưa lớn được đưa ra ở Sacheon và Goseong ở Gyeongsangnam-do, và cảnh báo mưa lớn ở Jangseong, Hampyeong và Gwangju ở Jeollanam-do đã được thay thế bằng cảnh báo mưa lớn. Vào lúc 20 phút, 10 phút sau, khuyến cáo mưa lớn được ban hành cho Gwangyang, Jeollanam-do, và Jangsu, Imsil, và Jeongeup, Jeollabuk-do. Vào lúc 9:40, cảnh báo mưa lớn đã được ban hành ở Shinan, Jeollanam-do (không bao gồm Heuksan-myeon) và Hadong, Gyeongsangnam-do, đồng thời cảnh báo mưa lớn được ban hành ở Damyang, Gokseong, Muan, Jeollanam-do và Sunchang, Jeollabuk-do. Lúc 10:00, cảnh báo mưa lớn được đưa ra ở Suncheon, Jeollanam-do và Changwon-si, Jinju-si, Gyeongsangnam-do, và cảnh báo mưa lớn được đưa ra ở Naju, Gurye, Hwasun, và Goseong, Gyeongsangnam-do. Vào lúc 10:10, một khuyến cáo về mưa lớn đã được đưa ra ở Sancheong-gun, Gyeongsangnam-do, và lúc 10:40, Boseong, Jangheung, Yeongam, Mokpo, Gyeongsangnam-do Yangsan, Gimhae, Uiryeong, Haman, Hamyang và Busan. Vào lúc 11 giờ, cảnh báo mưa lớn đã được ban hành cho Changnyeong và Hapcheon ở Gyeongsangnam-do, và cảnh báo mưa lớn đã được ban hành cho Gwangyang và Suncheon ở Jeollanam-do và Hadong ở Gyeongsangnam-do. Lúc 11:45, cảnh báo mưa lớn được mở rộng đến Boseong và Yeongam ở Jeollanam-do, Gimhae-si ở Gyeongsangnam-do và Busan. Vào phút thứ 50, cảnh báo mưa lớn được ban hành cho Buan và Gimje, Jeollabuk-do, và vào phút thứ 55, cảnh báo mưa lớn được ban hành cho Geoje, Gyeongsangnam-do.
Từ 12 giờ ngày 27 đến nửa đêm ngày 28, lượng mưa hơn 100 mm đã đổ xuống khu vực ven biển Namhae trong 12 giờ, bao gồm 154,5 mm ở Hampyeong-gun, 140,0 mm ở Gwangsan, 130,4 mm ở Namhae, Gyeongsangnam-do và 123,0 mm ở Sacheon. Vào khoảng 10:30 đêm ngày 27, một trong những người quản lý cửa nước nửa đêm đi ra bờ sông để đề phòng mưa lớn đã bị vấp ngã, được phát hiện đã chết vào ngày 29, và cái chết đầu tiên xảy ra vào mùa mưa. Vào ngày 27 và 28, lượng mưa lớn 274,6 mm đã đổ xuống Thành phố Gwangju, báo cáo tổng cộng 185 trường hợp bị điện giật, lũ lụt và thiệt hại do sét vào ngày 27. Ngoài ra, vào khoảng 9:49 tối, một người đàn ông khoảng 50 tuổi đang mở cửa mái của một tòa nhà ở Ilgok-dong, Buk-gu, Gwangju thì nhận được tin báo rằng ông bị "sét đánh" và được lực lượng cứu hỏa đưa đến bệnh viện nhưng không hề hấn gì. Vào lúc 6:32 sáng, một bức tường núi phía sau một tòa nhà chung cư ở Pungam-dong, Seo-gu, Gwangju đã sụp đổ và một chẩn đoán an toàn chi tiết đã được tiến hành. Ga tàu điện ngầm Gwangju Buk-gu Punghyang-dong, Giai đoạn 1, Đoạn 6, bị ngập và một phần vỉa hè cũng bị ngập. Con đường phía trước trường Cao đẳng Nha khoa Đại học Chosun ở Dong-gu bị sạt lở đất.
Tại Chungju, Chungcheongbuk-do, mưa lớn vào đêm 27 đã làm sập bức tường và bờ kè không ổn định, buộc 27 cư dân của các ngôi làng ở ngoại ô Chungju phải sơ tán. Một khu chung cư ở Sang-dong, Jeongeup-si, Jeollabuk-do bị mất điện và mất điện sau hai giờ. Đường ba chiều Gaejeong ở Jangsu-gun bị ngập lụt và được kiểm soát trong khoảng một giờ, và một số đất nông nghiệp ở Jangsu-eup và Sanseo-myeon bị ngập lụt.
Bộ Hành chính và An ninh Hàn Quốc đã vận hành giai đoạn đầu tiên của Trụ sở Đối phó An toàn và Thảm họa Trung ương từ 9:00 tối ngày 27 và nâng mức cảnh báo khủng hoảng từ 'quan tâm' lên 'thận trọng'. Đến 11:45, mức độ ứng phó với mưa lớn của Trụ sở Trung tâm Ứng phó Thiên tai và An toàn đã được nâng lên cấp độ 2, đồng thời mức cảnh báo nguy cơ bão lũ cũng được nâng từ 'thận trọng' lên 'cảnh báo'.

#### 28 tháng 6
Mùa mưa bắt đầu từ chiều ngày 27, kéo dài đến Wanju, Iksan và Jeonju ở Jeollabuk-do lúc 0:10 ngày 28 tháng 6 với việc ban hành cảnh báo mưa lớn. Vào lúc 20 phút, một cảnh báo mưa lớn đã được đưa ra ở Yeosu, Jeollanam-do và một khuyến cáo mưa lớn đã được đưa ra ở Yeongam 40 phút, một cảnh báo mưa lớn đã được đưa ra ở Geumsan, Chungcheongbuk-do,  50 phút sau, một cảnh báo mưa lớn đã được đưa ra ở Gunsan, Jeollabuk-do và một cảnh báo mưa lớn đã được đưa ra ở Buan, Jeollabuk-do và Tongyeong, Gyeongsangnam-do. Sau đó, lúc 1:30, Gimje, Jeollabuk-do, được thay thế bằng cảnh báo mưa lớn. Lúc 2:20, Gunsan và Jeongeup ở Jeollabuk-do được thay thế bằng cảnh báo mưa lớn. Lúc 30 sau, cảnh báo mưa lớn được đưa ra ở Seocheon-gun, Chungcheongnam-do,lúc 3 giờ ở Muan, Jeollanam-do, và cảnh báo mưa lớn được đưa ra ở Goheung, Jeollanam-do. Lúc 3:20, nó được thay thế bằng cảnh báo mưa lớn ở Gochang, Jeollabuk-do. Lúc 3:40, cảnh báo mưa lớn được đưa ra ở Jinan, Jeollabuk-do, và lúc 4:00, cảnh báo mưa lớn ở Changwon, Gimhae và Busan ở Gyeongsangnam-do đã được hạ cấp thành khuyến cáo mưa lớn. Vào lúc 5:00, cảnh báo mưa lớn ở Gangjin, Haenam, Wando, Yeongam và Mokpo ở Jeollanam-do đã được dỡ bỏ và cảnh báo mưa lớn ở Naju được thay thế bằng khuyến cáo mưa lớn và mưa bắt đầu giảm dần. Vào lúc 5:20, cảnh báo mưa lớn đã được dỡ bỏ đối với Geumsan, Seocheon, Chungcheongnam-do, Wanju, Iksan, Gyeongsangnam-do, Changnyeong, Hapcheon, và Đảo Jeju, và Gochang, Buan, Gunsan, Gimje, Sunchang, Jeongeup, Namwon, Jinju và Hadong, Jeollabuk-do, Sancheong, Tongyeong, Sacheon, Geoje, Goseong và Namhae đã hạ cấp xuống mức cảnh báo mưa lớn. Lúc 6:20, Shinan, Jeollanam-do (trừ Heuksan-myeon), Jinan, Jeollabuk-do, Jangsu, Imsil, Jeonju, Gyeongsangnam-do Yangsan, Changwon, Gimhae, Uiryeong, Haman, Jinju, Hadong, Sancheong, Hamyang, Tongyeong, Sacheon, Geoje, Cảnh báo mưa lớn cho Goseong, Namhae và Busan cũng đã được dỡ bỏ, và cảnh báo mưa lớn cho Gokseong, Gurye, Goheung, Boseong, Yeosu, Gwangyang và Suncheon ở Jeollanam-do đã bị hạ cấp xuống mức nghiêm trọng khuyến cáo mưa. Lúc 7:00, cảnh báo mưa lớn tại Damyang, Jangseong, Hwasun, Hampyeong và Gwangju ở Jeollanam-do cũng được hạ cấp thành cảnh báo mưa lớn, lúc 9:00, cảnh báo mưa lớn đã được dỡ bỏ cho tất cả Jeollanam-do, Gwangju, Gochang, Sunchang, và Namwon ở Jeollabuk-do Lúc 10 giờ, phần còn lại của Jeollabuk-do cũng được dỡ bỏ và cảnh báo mưa lớn được dỡ bỏ trên toàn quốc.
Theo Sở cứu hỏa Gwangju và thành phố Gwangju do mưa lớn xảy ra từ đêm 27 đến sáng ngày 28 nên tạm thời nhận được báo cáo về thiệt hại do lũ lụt từ khoảng 20 địa điểm trong khu vực Gwangju vào khoảng 10:00 chiều cùng ngày, rất nhiều báo cáo về thiệt hại do lũ lụt đã được nhận và vào khoảng 11:17 chiều Thông báo hướng dẫn an toàn có nội dung: 'Hiện tại, 119 cuộc gọi đang được tập trung do mưa lớn ở Gwangju', 'Vui lòng báo cáo các báo cáo không khẩn cấp qua tin nhắn tin nhắn hoặc ứng dụng báo cáo 119 để tiếp nhận ứng cứu khẩn cấp (cứu hỏa, cứu nạn, cứu thương)' cũng được gửi. Đặc biệt, lượng mưa lớn 283 mm đã đổ xuống Gwangju chỉ sau một đêm. Lượng mưa trung bình trong tháng 6 là 152 mm, gấp đôi lượng mưa hàng tháng trong một ngày và gấp sáu lần lượng mưa hàng ngày tối đa 44 mm được ghi nhận vào năm 2018.
Thiệt hại do mưa lớn tập trung ở khu vực Honam. Một tòa nhà chung cư ở Pungam-dong, Gwangju bị hư hại do trục đá rơi xuống từ phía sau núi và 100 cư dân của một ngôi làng gần đó có kè sông bị sập khoảng 50m đã được sơ tán đến nơi an toàn. một trường tiểu học. Khu vực xung quanh sông Seomjin ở Gokseong-gun cũng bị ngập lụt và một ngôi làng với 10 hộ gia đình bị cô lập. Vào ngày 27 và 28, 270 báo cáo về thiệt hại do mưa như lũ lụt đã được nhận ở Gwangju và Jeonnam, và 60 báo cáo ở Gyeongnam. Khoảng 2.800 hộ gia đình bị mất điện do sét đánh, và 1.900 ha đất canh tác ở Gwangju và Jeollanam-do bị ngập lụt.

#### 29 tháng 6
Từ 4h30 ngày 29 khuyến cáo mưa lớn ở đảo thứ 5 trên Biển Tây, Trung Bộ bắt đầu có mưa lớn. Vào lúc 6:30, một khuyến cáo mưa lớn đã được đưa ra cho Gyoenggi-do Siheung-si, Bucheon-si, Gimpo-si, Goyang-si, Paju-si, Chungcheongnam-do, Taean, Dangjin, Seosan và Incheon. Lúc 7:30, các khuyến cáo về mưa lớn đã được ban hành cho Gwangmyeong-si, Gwacheon-si, Ansan-si, Dongducheon-si, Yeoncheon-gun, Pocheon-si, Gapyeong-gun, Yangju-si, Uijeongbu-si, Suwon-si, Seongnam-si, Anyang-si, Guri-si, Namyangju-si, Osan-si, Pyeongtaek-si, Gunpo-si, Uiwang-si, Hanam-si, Yongin-si, Hwaseong-si, Gwangju-si, Yangpyeong-gun và Seoul. Lúc 10h, mưa lớn mở rộng sang phía đông, bao gồm Cheorwon-gun, Hwacheon-gun, Hongcheon Pyeongji, và Chuncheon-si, Gangwon-do. Vào lúc 12:00, một cảnh báo mưa lớn đã được đưa ra cho Icheon-si, Anseong-si, và Yeoju-si ở Gyeonggi-do, và toàn bộ khu vực đô thị trở thành vùng cảnh báo mưa lớn. Mặt khác, lúc 10:40 Cheonan, Asan, Boryeong, Seocheon, Hongseong, Jeollabuk-do Buan, Gunsan, và Gimje lúc 10:40, Gangwon-do Yeongwol, Đồng bằng Pyeongchang, Đồng bằng Jeongseon, Hoengseong, Wonju, Đồng bằng Yanggu, Đồng bằng Inje, Khuyến cáo về mưa lớn đã được ban hành ở Chungju, Jecheon, Jincheon, Eumseong và Danyang, Chungcheongbuk-do. Vào lúc 11:30, các cảnh báo mưa lớn bổ sung đã được ban hành cho Gongju, Nonsan, Buyeo, Cheongyang, Yesan ở Chungcheongnam-do, Gochang, Wanju, Iksan, Jeongeup và Jeonju ở tỉnh Bắc Jeolla.
Mưa mở rộng ra khắp miền trung, mạnh dần về chiều, đến 13h cảnh báo mưa lớn ở vùng núi phía bắc và trung Gangwon, cảnh báo mưa lớn ở Chuncheon, Gangwon-do Lúc 1:20, Geumsan, Gyeryong ở Chungcheongnam-do, Daejeon và Sejong, từ 2:00, một khuyến cáo mưa lớn được đưa ra ở Cheongju, Boeun, Goesan, Okcheon, Yeongdong, Jeungpyeong, tỉnh Bắc Gyeongsang, Sangju, Mungyeong và Yeongju ở Gyeongsangbuk-do.

### Tháng 7

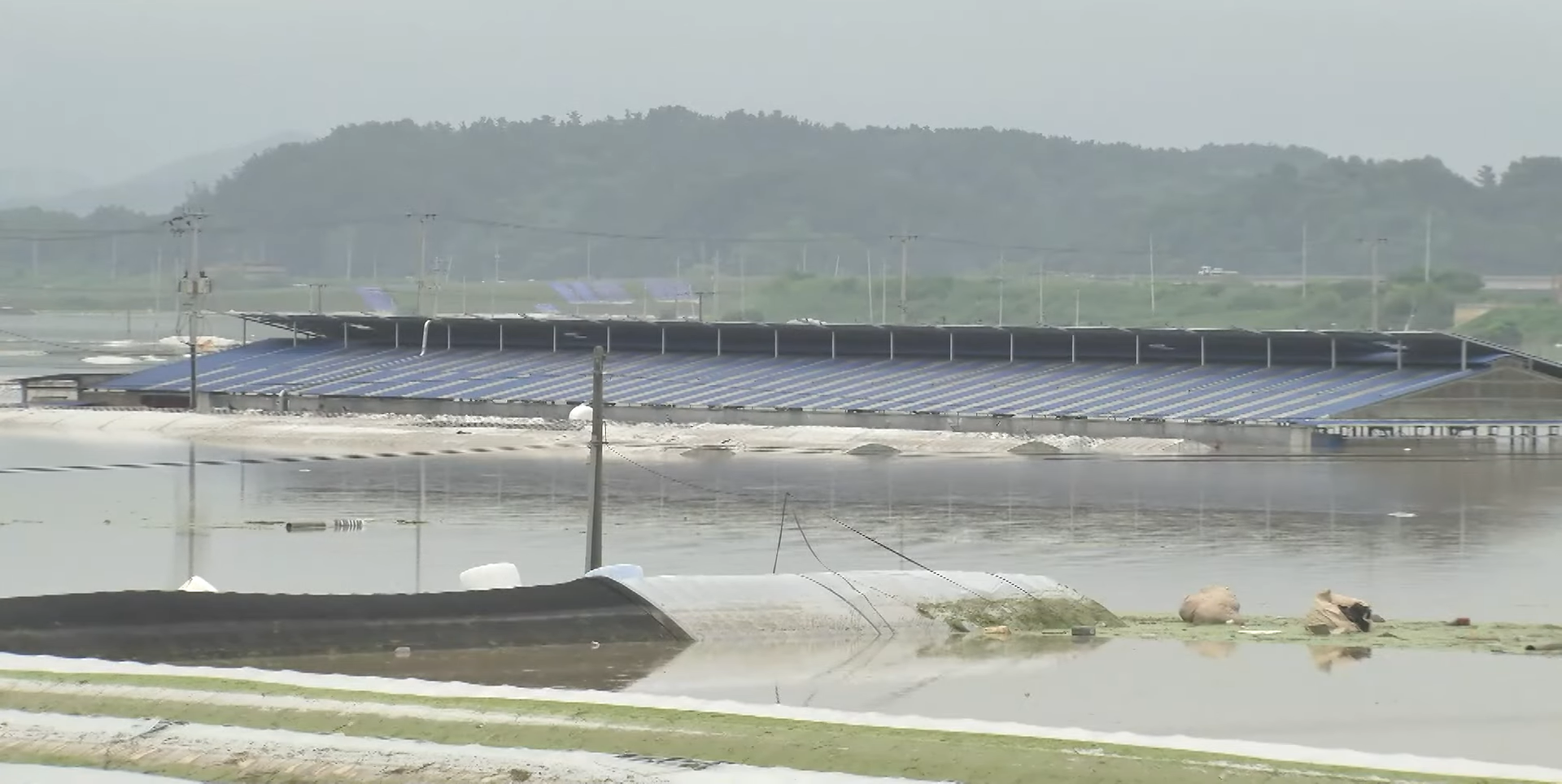
Thiệt hại lũ lụt vào ngày 15 tháng 7.

- Đến 20h30 ngày 13, mức cảnh báo khủng hoảng được nâng từ "cảnh báo" lên mức nghiêm trọng cao nhất.[140]
- Vào lúc 1 giờ sáng ngày 17, cơn mưa xối xả 73,1 mm mỗi giờ đã xảy ra ở Gwangyang-gun, Jeollanam-do.[141]

## Thiệt hại

### Thương vong về người

#### Tháng 6
Vào khoảng 10:32 chiều ngày 27 tháng 6, tại Songro-ri, Um-myeon, Hampyeong-gun, Jeollanam-do, nơi có trận mưa xối xả 71mm, một người quản lý cổng xả lũ ở độ tuổi 60, đang cùng chồng kiểm tra cổng xả lũ Eomdacheon để ứng phó với cảnh báo mưa lớn, đã vấp ngã gần một khu đất nông nghiệp và rơi xuống sông rồi mất tích. Người mất tích được tìm thấy đã chết trên bến tàu tại một trạm bơm ở Um-myeon, Hampyeong-gun, vào khoảng 10:37 sáng ngày 29, hai ngày sau đó. Người này được ghi nhận là trường hợp thương vong đầu tiên ở khu vực Nam Jeolla liên quan đến mùa mưa bắt đầu vào ngày 25.

#### Tháng 7
Tại Baekseok-ri, Hyoja-myeon, Yecheon-gun, Gyeongsangbuk-do, 5 trong số 13 ngôi nhà bị chôn vùi và 6 người chết trong vụ lở đất. Tại Yecheon-gun, Gyeongsangbuk-do, vào năm 2019, Jang Byung-geun, người xuất hiện trong tập 341 của Tôi là người bình thường, đã mất tích và vợ anh ta được tìm thấy đã chết. Thật không may, vào ngày 18 tháng 7, Jang Byeong-geun được tìm thấy đã chết.
Vào ngày 19 tháng 7, Binh nhất Chae Su-geun, 20 tuổi, thuộc Lữ đoàn Pháo binh Sư đoàn 1 của Thủy quân lục chiến Hàn Quốc đã bị một dòng nước lũ cuốn trôi và mất tích trong một chiến dịch tìm kiếm ở Yecheon-gun, Gyeongsangbuk-do. Không giống như các thành viên mặc áo phao khi thực hiện nhiệm vụ tìm kiếm trên thuyền cao su, thành viên được biết là đã được đưa vào nhiệm vụ tìm kiếm ven sông mà không mặc áo phao. Ba lính thủy đang tìm kiếm gần cầu Bomun mà không mặc áo phao đã rơi xuống sông khi mặt đất bất ngờ sụp xuống. Binh nhất Chae Soo-geun được thăng cấp hạ sĩ và được trao tặng Huân chương Bảo quốc.

### Đập Goesan tràn
Lệnh sơ tán đã được ban hành cho Dalcheon, Chungju và các khu vực lân cận do đập Goesan ở Goesan-gun, Chungcheongbuk-do bị tràn.

### Thiệt hại do lũ lụt
Đường hầm Gungpyeong 2 ở Cheongju-si, Chungcheongbuk-do cũng bị ngập. Nguyên nhân được tìm ra là phần kè đã bị dỡ bỏ một cách có chủ ý để phục vụ cho dự án mở rộng cầu Mihocheon.
Tài sản văn hóa gần Pháo đài Gongsanseong cũng bị nhấn chìm. Chùa Đá ba tầng ở Sinchang-ri, Anseong, Lăng mộ Hoàng gia của Vua Muryeong và Lăng mộ Hoàng gia ở Gongju đã bị hư hại.

### Thiệt hại giao thông

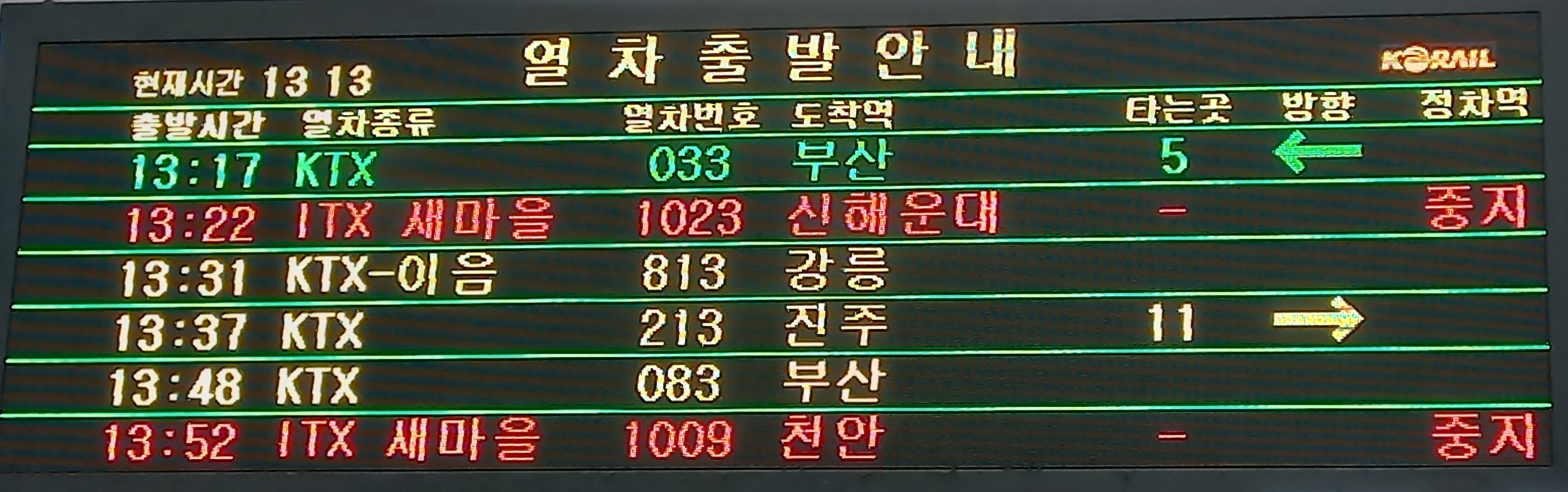
Ngày 15 tháng 7 dịch vụ đường sắt chung bị đình chỉ

Từ ngày 15 tháng 7 năm 2023, do mưa lớn trên toàn quốc, dịch vụ xe lửa thông thường đã bị tạm dừng trên các tuyến Mugunghwa-ho, ITX-Saemaeul, KTX, KTX-Eum và Nuriro.
Giữa Ga Shintanjin và Ga Maepo, một tai nạn trật bánh đã xảy ra trong đường hầm Macfor do cát đất va vào đường ray.

## Dự báo
Vào ngày 13 tháng 6, Cục Khí tượng Hàn Quốc đã thông báo rằng một tin nhắn khẩn cấp về thảm họa sẽ được gửi đi khi 'mưa xối xả' đổ xuống khu vực đô thị. Ở đây, mưa cực lớn có nghĩa là mưa cực lớn đáp ứng cả hai điều kiện '50 mm trong 1 giờ' và '90 mm trong 3 giờ' ở khu vực đô thị. Ngoài ra, nếu trời mưa '72 mm mỗi giờ', một tin nhắn văn bản thảm họa sẽ được gửi đi.

## Phản ứng
Ngày 15/7, Tổng thống Ukraine Volodymyr Zelensky bày tỏ lời chia buồn về thương vong do mưa lớn gây ra ở Hàn Quốc trong cuộc họp báo thông báo sau cuộc gặp thượng đỉnh với Tổng thống Yoon Seok-yeol.
Ngoài ra, phương tiện truyền thông nước ngoài đưa tin về vụ án ngập hầm chui Osong gây chết người.